# 黒虎門
黒虎門（こっこうもん）は、少林拳の門派の1つである。この南少林寺由来の門派の功夫は、200年以上前に広東十虎のメンバーであった蘇黑虎により創立された。そして、中国の伝統により創立者の名前にちなんで少林黒虎門と名付けられた。
少林黑虎門
是由廣東十虎之一的蘇黑虎於二百多年前所創立,由於祖師在少林寺學藝,按中國人的 傳統必須向人尊告師承, 而 "黑虎"二字是祖師的本名, 故稱為本門派武術為少林黑虎門.